# 小行星2815
小行星2815（2815 Soma）是一颗围绕太阳公转的小行星。1982年9月15日，愛德華·鮑威爾在可可尼诺县发现了此天体。
該小行星以智力遊戲索馬立方命名。
这颗小行星的绝对星等为237.78037等。